# Парваткин, Владимир Викторович
Владимир Викторович Парваткин (род. 10 октября 1984, Инсар, Мордовская АССР) — российский легкоатлет, специалист по спортивной ходьбе. Выступал за сборную России по лёгкой атлетике в 2000-х годах, чемпион Европы среди юниоров, победитель и призёр первенств всероссийского значения, участник летних Олимпийских игр в Афинах. Представлял Мордовию. Мастер спорта России международного класса.

## Биография
Владимир Парваткин родился 10 октября 1984 года в городе Инсар, Мордовия.
Начал заниматься лёгкой атлетикой под руководством своего отца В. В. Парваткина, впоследствии тренировался в Центре олимпийской подготовки Республики Мордовия по спортивной ходьбе в Саранске у заслуженного тренера России Виктора Михайловича Чёгина. Окончил экономический факультет Мордовского государственного университета имени Н. П. Огарёва.
Впервые заявил о себе на международном уровне в сезоне 2003 года, когда вошёл в состав российской национальной сборной и выступил на Кубке Европы по спортивной ходьбе в Чебоксарах, где финишировал четвёртым в гонке юниоров на 10 км и тем самым помог своим соотечественникам выиграть командный зачёт. Позднее также стартовал на юниорском европейском первенстве в Тампере — в ходьбе на 10 000 метров превзошёл всех соперников и завоевал золотую награду.
В 2004 году в ходьбе на 20 км стал серебряным призёром на зимнем чемпионате России в Адлере, занял 31-е место на Кубке мира в Наумбурге, одержал победу на летнем чемпионате России в Чебоксарах. Благодаря череде удачных выступлений удостоился права защищать честь страны на летних Олимпийских играх в Афинах — в программе ходьбы на 20 км показал результат 1:31:13, расположившись в итоговом протоколе соревнований на 38-й строке.
В 2005 году в дисциплине 20 км победил на зимнем чемпионате России в Адлере и на летнем чемпионате России в Саранске, тогда как на Кубке Европы в Мишкольце и на Универсиаде в Измире не финишировал.
На зимнем чемпионате России 2006 года в Адлере в ходьбе на 35 км финишировал шестым и на этом завершил спортивную карьеру.
За выдающиеся спортивные достижения удостоен почётного звания «Мастер спорта России международного класса».